# Luís Severo
Luís Severo Gravito, mais conhecido como Luís Severo (Portugal, 1993), é um cantautor, guitarrista e pianista português.

## Discografia
Destacam-se, na discografia de Luís Severo, três álbuns de estúdio e dois álbuns ao vivo. Os últimos, apenas em formato digital, foram publicados nas plataformas digitais, nos dias de Natal de 2017 e 2019.  Sob o nome O Cão da Morte, publicou três discos entre 2011 e 2013.
- 2011 - Segundo disco, ainda sem nome
- 2012 - Odissipo
- 2013 - Fim de Verão
- 2015 - I (Single)
- 2015 - Cara d'Anjo
- 2017 - Luís Severo
- 2017 - Pianinho
- 2019 - O Sol Voltou
- 2019 - Guitarrinha